# Estefanía de Milly (Gibelet)
Estefanía de Milly (muerta alrededor de 1197) fue una noble en el condado de Trípoli. Fue por matrimonio señora de Botron y Gibelet.

## Biografía
Su padre fue Enrique de Milly, señor (o castellano) de Arabia Pétrea, hermano de Felipe de Milly. Su madre fue Inés Grenier, hija de Gerardo Grenier, conde de Sidón.
En su primer matrimonio se casó con Guillermo Dorel, señor de Botron. Con él tuvo una hija, Cecilia (Lucía). Estuvo prometida en matrimonio con el caballero flamenco Gérard de Ridefort, pero con el tiempo se casó con Plivain el sobrino de un rico comerciante pisano. Gérard de Ridefort parecía decepcionado con la Orden del Temple, pero llegó a ser Gran Maestre después.
Su segundo matrimonio fue en 1179 con Hugo III Embriaco, señor de Gibelet, que murió en 1196. El dominio de Gibelet fue ocupado desde 1187 por Saladino. En 1197 acompañó a un ejército de cruzados alemanes al sitio de Gibelet, donde sobornaron a un guardia para que les abriera las puertas. Poco después, ella parece haber muerto. Con Hugo, tuvieron dos hijos, Guido I Embriaco, recibido como el nuevo señor de Gibelet en 1197, y Hugo, y dos hijas, Plasencia, que se casó con el príncipe Bohemundo IV de Antioquía y Pavía, que se casó con Garnier l'Alemán.